# Ronde van Italië 2022/Elfde etappe
De elfde etappe van de Ronde van Italië 2022 werd verreden op woensdag 18 mei van Santarcangelo di Romagna naar Reggio Emilia. Het betrof een vlakke etappe over 201 kilometer waar de etappe een kans leek voor de sprinters. Nadat eerst twee Italianen de kopgroep hadden gevormd, werd het peloton angst aangejaagd door de kans op mogelijke waaiers. Toen de koplopers waren ingerekend, begon het spel van vooraf aan en probeerde Dries De Bondt zijn geluk te beproeven. De Belg werd echter op één kilometer van de finish bijgehaald door het peloton. In de sprint was het verrassend Alberto Dainese die aan het langste eind trok; hij kwam op het juiste moment uit het wiel van Fernando Gaviria en pakte zijn eerste etappezege in een Grote Ronde. In het klassement klom Richard Carapaz een plek door bonificatieseconden te pakken bij de tussensprint.

## Uitslagen
| Santarcangelo di Romagna – Reggio Emilia (201,0 km) |                  |                        |          |
| Plaats                                              | Naam             | Ploeg                  | Tijd     |
| 1                                                   | Alberto Dainese  | Team DSM               | 4u19'04" |
| 2                                                   | Fernando Gaviria | UAE Team Emirates      | z.t.     |
| 3                                                   | Simone Consonni  | Cofidis                | z.t.     |
| 4                                                   | Arnaud Démare    | Groupama-FDJ           | z.t.     |
| 5                                                   | Caleb Ewan       | Lotto Soudal           | z.t.     |
| 6                                                   | Mark Cavendish   | Quick Step-Alpha Vinyl | z.t.     |
| 7                                                   | Edward Theuns    | Trek-Segafredo         | z.t.     |
| 8                                                   | Sacha Modolo     | Bardiani-CSF-Faizanè   | z.t.     |
| 9                                                   | Phil Bauhaus     | Bahrain-Victorious     | z.t.     |
| 10                                                  | Lawrence Naesen  | AG2R-Citroën           | z.t.     |
|                                                     |                  |                        |          |
| 17                                                  | Sam Oomen        | Team Jumbo-Visma       | z.t.     |

| Algemeen klassement |                    |                                    |           |
| Plaats              | Naam               | Ploeg                              | Tijd      |
| Roze trui           | Juan Pedro López   | Trek-Segafredo                     | 42u24'08" |
| 2                   | Richard Carapaz    | INEOS Grenadiers                   | + 12"     |
| 3                   | João Almeida       | UAE Team Emirates                  | z.t.      |
| 4                   | Romain Bardet      | Team DSM                           | + 14"     |
| 5                   | Jai Hindley        | BORA-hansgrohe                     | + 20"     |
| 6                   | Guillaume Martin   | Cofidis                            | + 28"     |
| 7                   | Mikel Landa        | Bahrain-Victorious                 | + 29"     |
| 8                   | Domenico Pozzovivo | Intermarché-Wanty-Gobert Matériaux | + 54"     |
| 9                   | Emanuel Buchmann   | BORA-hansgrohe                     | + 1'09"   |
| 10                  | Peio Bilbao        | Bahrain-Victorious                 | + 1'22"   |
|                     |                    |                                    |           |
| 12                  | Thymen Arensman    | Team DSM                           | + 1'27"   |
| 29                  | Mauri Vansevenant  | Quick Step-Alpha Vinyl             | + 15'46"  |

## Opgaven
- Biniam Girmay (Intermarché-Wanty-Gobert Matériaux): Niet gestart vanwege een oogblessure opgelopen tijdens de huldiging van de tiende etappe

1e etappe ·
2e etappe ·
3e etappe ·
4e etappe ·
5e etappe ·
6e etappe ·
7e etappe ·
8e etappe ·
9e etappe ·
10e etappe ·
11e etappe ·
12e etappe ·
13e etappe ·
14e etappe ·
15e etappe ·
16e etappe ·
17e etappe ·
18e etappe ·
19e etappe ·
20e etappe ·
21e etappe
Startlijst · Eindstanden · Afbeeldingen